# جونيرية
الجونيرية (الاسم العلمي: Gunneraceae) هي فصيلة من النباتات تتبع رتبة الجونيريات من طائفة ثنائيات الفلقة.

## التصنيف
- الجونيرة